# Campeonato Asiático de Atletismo de 2015 - 800 m feminino
A prova dos 800 metros feminino do Campeonato Asiático de Atletismo de 2015 foi disputada entre os dias 6 e 7 de junho de 2015 no Wuhan Stadium em Wuhan, na China. 

## Recordes
Antes desta competição, os recordes mundiais e do campeonato nesta prova eram os seguintes:
|                       | Nome                  | Nacionalidade   | Tempo     | Local   | Data                  |
| --------------------- | --------------------- | --------------- | --------- | ------- | --------------------- |
| Recorde mundial       | Jarmila Kratochvílová | Tchecoslováquia | 1m 53s 28 | Munique | 26 de julho de 1983   |
| Recorde do campeonato | Zhang Jian            | China           | 2m 01s 16 | Fukuoka | 21 de julho de 1998   |
| Recorde asiático      | Liu Dong              | China           | 1m 55s 54 | Pequim  | 9 de setembro de 1993 |

## Medalhistas
| Ouro             | Prata           | Bronze                     |
| Tintu Luka (IND) | Zhao Jing (CHN) | Nimali Liyanarachchi (SRI) |

## Cronograma
Todos os horários são locais (UTC+8)
| Data       | Hora  | Evento  |
| ---------- | ----- | ------- |
| 6 de junho | 10:10 | Bateria |
| 7 de junho | 15:00 | Final   |

## Resultados

### Bateria
Qualificação: 3 atletas de cada bateria  (Q) mais os  2 melhores qualificados (q). 
| Posição | Bateria | Atleta               | Nacionalidade | Tempo   | Notas |
| ------- | ------- | -------------------- | ------------- | ------- | ----- |
| 1       | 1       | Tintu Luka           | Índia         | 2:06.33 | Q     |
| 2       | 1       | Gayanthika Aberathna | Sri Lanka     | 2:06.51 | Q     |
| 3       | 1       | Fumika Omori         | Japão         | 2:07.44 | Q     |
| 4       | 1       | Kseniya Faiskanova   | Quirguistão   | 2:09.39 | q     |
| 5       | 1       | Wang Mei             | China         | 2:10.51 | q     |
| 6       | 2       | Nimali Liyanarachchi | Sri Lanka     | 2:10.71 | Q     |
| 7       | 2       | Zhao Jing            | China         | 2:10.77 | Q     |
| 8       | 2       | Mrimuth Gomathy      | Índia         | 2:11.14 | Q     |
| 9       | 2       | Gulshanoi Satarova   | Quirguistão   | 2:13.49 |       |
| 10      | 2       | Chua Yan Ching       | Hong Kong     | 2:22.60 |       |
| 11      | 2       | Iao Si Teng          | Macau         | 2:25.60 |       |
| 12      | 2       | Mariquita Santos     | Timor-Leste   | 2:26.71 |       |
| 13      | 1       | Woroud Sawalha       | Palestina     | 2:43.81 |       |

### Final
A final da prova ocorreu dia 7 de junho às 15:00.
| Posição           | Atleta               | Nacionalidade | Resultados | Notas |
| ----------------- | -------------------- | ------------- | ---------- | ----- |
| Medalha de ouro   | Tintu Luka           | Índia         | 2:01.53    |       |
| Medalha de prata  | Zhao Jing            | China         | 2:03.40    |       |
| Medalha de bronze | Nimali Liyanarachchi | Sri Lanka     | 2:03.94    |       |
| 4                 | Mrimuth Gomathy      | Índia         | 2:04.89    |       |
| 5                 | Wang Mei             | China         | 2:06.79    |       |
| 6                 | Gayanthika Aberathna | Sri Lanka     | 2:07.46    |       |
| 7                 | Fumika Omori         | Japão         | 2:09.99    |       |
| 08 !              | Kseniya Faiskanova   | Quirguistão   | DNS        |       |

Legenda
| Recorde mundial       | Recorde mundial (World record)               |                       | Recorde africano                      | Recorde africano (African) |                                           | Q | Classificado por posição (Qualified) |
| Recorde do campeonato | Recorde do campeonato (Championship record)  | Recorde da América    | Recorde da América (Americas)         | q                          | Classificado por melhor tempo (Qualified) |   |                                      |
| Melhor marca do ano   | Melhor marca do ano (World leading)          | Recorde asiático      | Recorde asiático (Asian)              | DNS                        | Não largou (Did not start)                |   |                                      |
| Recorde nacional      | Recorde nacional (National record)           | Recorde europeu       | Recorde europeu (European)            | DNF                        | Não terminou (Did not finish)             |   |                                      |
| Recorde pessoal       | Recorde pessoal do atleta (Personal best)    | Recorde da Oceania    | Recorde da Oceania (Oceania)          | DSQ / DQ                   | Desclassificado (Disqualified)            |   |                                      |
| Recorde da temporada  | Recorde da temporada do atleta (Season best) | Recorde sul-americano | Recorde sul-americano (South America) | NM                         | Sem marca (No mark)                       |   |                                      |